# Гумиста (село)
Гумиста́ (абх. Гәымсҭа, груз.  გუმისთა; в 1940-е годы — Цугуровка, 1948—1990-е груз. Горана — «Горный») — село в Абхазии, в Сухумском районе частично признанной Республики Абхазия, согласно административному делению Грузии — в Сухумском муниципалитете Абхазской Автономной Республики, на левом берегу реки Гумиста, недалеко от её впадения в Чёрное море, к западу от города Сухум.

## История
Колхоз имени Руставели
В советское время в селе действовал колхоз имени Руставели Сухумского района, председателем которого был Романоз Данилович Джобава. В колхозе трудились Герои Социалистческого Труда бригадиры Арут Киракосович Аведисян, Шота Фёдорович Джиджелава, Ованес Саакович Капикян, звеньевые Дзагик Амбарцумовна Боджолян, Леван Спиридонович Джиджелава, Иван Бакуриевич Мирцхулава, Аревалус Давидовна Салуквадзе и Зварт Киракосовна Устьян.

## Население
По данным 1959 года в селе Гумиста жило 2563 человек, в основном армяне (в Гумистинском сельсовете в целом — 15967 человек, в основном русские (в приморском селе Лацкуап), а также армяне (в собственно селе Гумиста) и грузины в северном селе Ачадара и ныне входящим в Сухум бывшем приморском селе Маяк).
В 1989 году в селе Гумиста проживало 4177 человек, также в основном армяне; в Гумистинском сельсовете в целом (включая 2457 жителей с. Ачадара и 1079 жителей с. Лацкуап в 1989 году, без включённого в Сухум с. Маяк) — 7713 человек.
По данным переписи 2011 года численность населения сельского поселения (сельской администрации) Гумиста составила 2721 жителей, из них 61,9 % — армяне (1684 человек), 28,4 % — абхазы (772 человек), 4,7 % — русские (128 человек), 2,1 % — грузины (58 человек), 0,7 % — греки (19 человек), 0,3 % — украинцы (8 человек), 1,9 % — другие (52 человек).

## Администрация
Сельской администрации Гумиста подчинены соседние сёла:
- собственно Гумиста — 4177 чел. (1989 г., в основном армяне, а также абхазы и грузины)
- Ачадара — 2457 чел. (1989 г., в основном грузины, а также армяне и абхазы)
- Лечкуап (Лечкоп) — 1079 чел. (1989 г., в основном русские/грузины, а также армяне и абхазы)